# سيسنا سايتايشن هيميسفير
سيسنا سايتايشن هيميسفير هي طائرة مداها 4,500 ميل بحري (8,300 كـم) جزء من مجموعة طائرات رجال الأعمال التي تبنيها شركةسيسنا الأميركية، من المتوقع أن تطير في 2019 والتي أعلن عنها في عام 2015 وهي بأوسع امقصورة في فئتها وسوف تصل سرعتها إلى ماخ 0.9.

## المواصفات
{{مواصفات طائرات|ref=Citation Hemisphere

</references>
1. ↑  |prime units?=kts
|capacity=12 passengers|aspect ratio=|more general=* Fuselage diameter: 102 بوصة (260 سـم)
|eng1 name=Snecma Silvercrest|eng1 number=2|eng1 type=turbofans|eng1 note=|eng1 lbf=12,000|cruise speed note=mach 0.9|cruise speed kts=516 |range nmi=4,500|more performance=* Cabin Altitude: 5,000 قدم (1,500 م)}}

المراجع

<references>
<ref name="hemisphere">"Citation Hemisphere". سيسنا. مؤرشف من الأصل في 2019-03-28.
2. ↑   (Press release). {{استشهاد ببيان صحفي}}: الوسيط |title= غير موجود أو فارغ (مساعدة)
3. ↑  Stephen Trimble (16 نوفمبر 2015). "NBAA: Textron revamps Longitude and introduces Hemisphere". فلايت قلوبل. مؤرشف من الأصل في 2017-01-14.